# Lijst van kiesdistricten van Luxemburg (land)

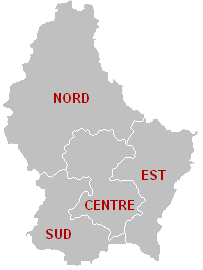
De vier kiesdistricten van Luxemburg

Het Groothertogdom Luxemburg is verdeeld in vier kiesdistricten.
De vier districten staan omschreven in de artikelen 51, 52 en 53 van de Grondwet van Luxemburg. De grenzen van de kiesdistricten zijn gebaseerd op die van de kantons (administratieve eenheden). Hoe meer inwoners in een kiesdistrict, hoe meer afgevaardigden in de Kamer van Afgevaardigden.

## Lijst
| Kiesdistrict | Inwoneraantal | Percentage | Afgevaardigden | Kantons                                     |
| ------------ | ------------- | ---------- | -------------- | ------------------------------------------- |
| Centre       | 151.166       | 33%        | 21             | Luxemburg, Mersch                           |
| Est          | 53.842        | 12%        | 7              | Echternach, Grevenmacher, Remich            |
| Nord         | 70.826        | 16%        | 9              | Clervaux, Diekirch, Redange, Vianden, Wiltz |
| Sud          | 184.256       | 39%        | 23             | Capellen, Esch-sur-Alzette                  |